# Magic Point
Magic Point är en udde i Australien. Den ligger i delstaten New South Wales, i den sydöstra delen av landet, omkring 11 kilometer sydost om delstatshuvudstaden Sydney.
Trakten är tätbefolkad. Närmaste större samhälle är Sydney, omkring 11 kilometer nordväst om Magic Point. 
Genomsnittlig årsnederbörd är 1 507 millimeter. Den regnigaste månaden är juni, med i genomsnitt 232 mm nederbörd, och den torraste är juli, med 39 mm nederbörd.